# Kenny Hagood
Kenny "Pancho" Hagood, nato Kenneth Hagood (Detroit, 2 aprile 1926 – Detroit, 11 novembre 1989), è stato un cantante jazz statunitense.
Hagood incise con molti importanti gruppi jazz degli anni quaranta anni cinquanta, soprattutto con Dizzy Gillespie, ma anche con Tadd Dameron, Thelonious Monk, Dexter Gordon, Milt Jackson. La sua collaborazione più famosa è quella che lo vide prendere parte ad alcune sessioni del progetto di "Birth of the Cool" con Miles Davis: nell'album lo si può sentire interpretare la canzone di James van Heusen e Edgar DeLange Darn That Dream.
Hagood fa parte della prima "nidiata" di vocalist nati sotto l'influenza di Billy Eckstine. Tra costoro, tra gli altri, annoveriamo Earl Coleman (che lavorò con la band di Mr.B), Joe Williams, Johnny Hartman (Eckstine sarà il promoter del bellissimo disco inciso da Hartman col quartetto di John Coltrane, per la Impulse), Freddy Cole (fratello minore di Nat "King"), Arthur Prysock.

## Curiosità
- Il pezzo registrato da Hagood in Birth of the Cool rappresenta una delle poche apparizioni di Davis con un cantante (Davis registrò anche con Bob Dorough, Sarah Vaughan e come sideman in "You Won't Forget Me" di Shirley Horn).
- Hagood aveva sposato la pianista Alice McLeod, oggi più conosciuta con il nome di Alice Coltrane, dopo che ebbe sposato in seconde nozze John Coltrane.
- Hagood prese parte, con il resto della band di Gillespie, al film Jivin' in bebop del 1946.

## Discografia parziale
Con Dizzy Gillespie:
- I Waited For You (1946)
- Oo-Pop-A-Da (1946)
- All The Things You Are (1948)

Con Thelonious Monk
- Darn That Dream (1950)

Con Miles Davis
- Birth of the Cool (1949)

Con G. Lafitte
- There be Love (1967)